# 蔣徐乃錦
蔣徐乃錦（1937年—2005年8月20日），浙江紹興人，亦是中德混血兒。清末革命家徐錫麟之孫女，蔣經國的兒媳。在美留學期間，與蔣孝文相戀結婚，生女蔣友梅。返台灣後擔任台北市女青年會會長，從事慈善活動。後長期邊工作、邊照顧患病的丈夫和年邁的婆婆，為世人所尊敬。
2005年去世，享壽68歲。

## 早年
蔣徐乃錦名為Maria，名字源自其外祖母、德裔的Maria Henriette Margarete Bordan（外祖母Maria是外祖父Ian的第二任妻子，Ian的曾祖父是蘇格蘭人，職業是男裝裁縫師，其祖父或父親是蘇格蘭大城Glasgow一家橡膠工廠的老闆，從此晉身上流社會，因此Ian能進入貴族學校Harrow去讀書）。
父親徐學文早年留學德國，曾任臺灣省菸酒公賣局局長，母親徐曼麗是德國人。
兒時即與蔣經國的長子蔣孝文為童年玩伴，在國民政府來到台灣時，赴德國念書學習，後由德國轉往美國留學，進入美國加州大學柏克萊分校。

## 與蔣孝文結婚
來到美國後，意外的碰到多年未見的蔣孝文，兩人擦出愛的火花，她也成為蔣孝文在美國的最大支柱，在蔣孝章的勸說下，兩人決定結婚。然而這門婚事遭到徐乃錦父親徐學文的反對，認為蔣孝文不是個可靠的對象，加上蔣家當時的政治地位，徐學文大力反對女兒的婚事，但徐乃錦仍堅持與蔣孝文結婚，一度家庭關係緊張，最後在蔣經國親自出面下，徐學文答應這門婚事，兩人1960年在美國完婚，婚後生一女蔣友梅。

## 回台灣後
婚後因蔣孝文屢次與其他女子傳出緋聞，蔣徐乃錦時常與丈夫發生爭吵。但隨著蔣孝文因酗酒和糖尿病等問題在1971年昏迷，且腦部缺氧造成失智，智力退化至僅有中小學生程度，她毅然決然的扛下照顧的責任。此後蔣孝文長期臥病台北榮民總醫院，家中失去經濟支柱，全靠公婆蔣經國及蔣方良支持，但隨著蔣經國於1988年病逝於總統任上，收入上更顯拮据。隔年，1989年4月14日，蔣孝文緊接著因喉癌去世。蔣徐乃錦長達18年的時間照顧病榻中的丈夫並同時撫養女兒，使得她贏得蔣家的尊敬，並且在蔣家中佔有一席之地。
公公和丈夫去世後，蔣徐乃錦長期照顧婆婆蔣方良，成為其晚年最親密的家人，直至其於2004年12月15日逝世。
蔣徐乃錦於1999年檢驗時發現患有貧血和血小板異常，2005年8月因長期罹患再生障礙性貧血，引發肺炎等併發症，20日下午14時在台北和信治癌中心醫院病逝，享壽68歲，與夫婿蔣孝文相伴長眠於白沙灣安樂園。